# Теорема Діріхле про оборотні елементи
Теорема Діріхле про оборотні елементи — теорема алгебраїчної теорії чисел, що описує підгрупу оборотних елементів (які також називаються одиницями) кільця алгебраїчних цілих чисел {\displaystyle {\mathcal {O}}_{K}} числового поля {\displaystyle K}.

## Формулювання
Нехай {\displaystyle K} — числове поле (тобто скінченне розширення {\displaystyle \mathbb {Q} }), а {\displaystyle {\mathcal {O}}_{K}} — його кільце цілих чисел і {\displaystyle {\mathcal {O}}_{K}^{*}} — група його оборотних елементів. Тоді {\displaystyle {\mathcal {O}}_{K}^{*}} є ізоморфною скінченнопородженій абелевій групі {\displaystyle \mathbb {Z} ^{d}\times G}, де {\displaystyle G} — циклічна група коренів одиниці, що належать {\displaystyle K}, а {\displaystyle d=r+s-1}, де {\displaystyle r} — число різних вкладень {\displaystyle K} в поле дійсних чисел {\displaystyle \mathbb {R} }, а {\displaystyle s} — число пар комплексно-спряжених різних вкладень в {\displaystyle \mathbb {C} }, які не є дійсними.

## Наслідки і узагальнення
Зокрема, оскільки для розширення степеня n,  {\displaystyle r+2s=n}, то {\displaystyle d\leq n-1}, і рівність виконується тоді і тільки тоді, коли всі вкладення {\displaystyle K} в {\displaystyle \mathbb {C} } є вкладення в поле дійсних чисел.
Існування нетривіальних цілих розв'язків рівняння Пелля {\displaystyle x^{2}-my^{2}=1} випливає з теореми, застосованої до {\displaystyle \mathbb {Q} ({\sqrt {m}})} - квадратичного розширенню {\displaystyle \mathbb {Q} }.
Випадок групи оборотних елементів максимального рангу пов'язаний  з багатовимірними ланцюговими дробами.

## Доведення
Впорядкуємо всі вкладення числового поля {\displaystyle K} в поле комплексних чисел {\displaystyle \mathbb {C} } так, що перші {\displaystyle r} вкладень {\displaystyle \sigma _{1},\ldots ,\sigma _{r}} є вкладеннями у поле дійсних чисел, а {\displaystyle \sigma _{i}} і {\displaystyle \sigma _{i+s}} для всіх {\displaystyle r+1\leqslant i\leqslant r+s} є парами комплексно спряжених вкладень, що не є дійсними.
Також введемо вкладення {\displaystyle K\to \mathbb {R} ^{n}} задане як {\displaystyle \alpha \to (\sigma _{1}(\alpha ),\ldots ,\sigma _{r}(\alpha ),\Re (\sigma _{r+1}(\alpha )),\ldots ,\Re (\sigma _{r+s}(\alpha )),\Im (\sigma _{r+1}(\alpha )),\ldots ,\Im (\sigma _{r+s}(\alpha )))}.
Відображення {\displaystyle L:{\mathcal {O}}_{K}^{*}\to \mathbb {R} ^{r+s}} задане як {\displaystyle \alpha \mapsto {\big (}\log |\sigma _{1}(\alpha )|,\cdots ,\log |\sigma _{r}(\alpha )|,2\log |\sigma _{r+1}(\alpha )|,\ldots ,2\log |\sigma _{r+s}(\alpha )|{\big )}} є гомоморфізмом із {\displaystyle {\mathcal {O}}_{K}^{*}} у гіперплощину {\displaystyle Y_{1}+\ldots +Y_{r+s}=0} в {\displaystyle \mathbb {R} ^{r+s}} (позначимо її {\displaystyle Y}). Його ядро складається з елементів {\displaystyle {\mathcal {O}}_{K}^{*}} для яких {\displaystyle |\sigma (\alpha )|=1} для всіх вкладень {\displaystyle \sigma }. У стандартній топології на {\displaystyle K} ядро є обмеженою підмножиною дискретної множини {\displaystyle {\mathcal {O}}_{K}^{*}} і тому є скінченною підгрупою. Якщо її порядок є рівним {\displaystyle N} то кожен його елемент є коренем одиниці N-ого степеня. То ядро є циклічною групою оскільки воно є підгрупою циклічної групи всіх коренів з одиниці степеня {\displaystyle N}. 
Залишається довести, що образ відображення {\displaystyle L} є ґраткою у гіперплощині {\displaystyle Y}. Нехай {\displaystyle {\mathcal {N}}} — обмежений окіл початку координат у гіперплощині {\displaystyle Y}. Для точок {\displaystyle {\mathcal {O}}_{K}^{*}} що відображаються у {\displaystyle {\mathcal {N}}}  всі {\displaystyle |\sigma (\alpha )|} є обмеженими, тож у стандартній топології вони належать перетину {\displaystyle {\mathcal {O}}_{K}^{*}} і деякої обмеженої множини. Тому їх кількість є скінченною. Як наслідок образ відображення {\displaystyle L} є дискретною підмножиною у гіперплощині {\displaystyle Y}. 
Необхідно довести, що лінійною оболонкою цього образу є вся гіперплощина {\displaystyle Y}. Для доведення цього факту достатньо довести твердження:
Для довільних дійсних чисел {\displaystyle \lambda _{1},\ldots ,\lambda _{r+s}} що не є всі рівними між собою, існує елемент {\displaystyle \nu \in {\mathcal {O}}_{K}^{*}} для якого {\displaystyle f(\nu )=\sum _{i=1}^{r}\lambda _{i}\log |\sigma _{i}(\nu )|+2\sum _{i=r+1}^{r+s}\lambda _{i}\log |\sigma _{i}(\nu )|\neq 0}. 
Нехай {\displaystyle \rho _{1},\ldots ,\rho _{r+s}} — додатні дійсні числа, такі що {\displaystyle \prod _{i=1}^{r+s}\rho _{i}=\left({\frac {2}{\pi }}\right){\sqrt {|d|}}=A}, де d є дискримінантом поля K. Множина {\displaystyle S\subset \mathbb {R} ^{n}} задана нерівностями {\displaystyle X_{i}\leqslant \rho _{i}}, для {\displaystyle 1\leqslant i\leqslant r}, i {\displaystyle |X_{i}^{2}+X_{i+s}^{2}|\leqslant \rho _{i}} для {\displaystyle r<i\leqslant r+s} є обмеженою, замкнутою, опуклою і симетричною щодо початку координат; її об'єм є рівним {\displaystyle 2^{r+s}{\sqrt {|d|}}}. Згідно теореми Мінковського існує ненульове ціле число у полі {\displaystyle K} для якого {\displaystyle |\sigma _{i}(\alpha )|\leqslant \rho _{i}} для всіх вкладень. Тоді також з означень {\displaystyle \operatorname {Norm} _{K/\mathbb {Q} }(\alpha )\leqslant A}. 
Оскільки також {\displaystyle \operatorname {Norm} _{K/\mathbb {Q} }(\alpha )\geqslant 1}, то 
{\displaystyle |\sigma _{i}(\alpha )|=\operatorname {Norm} _{K/\mathbb {Q} }(\alpha )\cdot \prod _{j\neq i}|\sigma _{i}(\alpha )|^{-1}\geqslant \prod _{j\neq i}\rho _{j}=A^{-1}\rho _{i},\ \ \ 1\leqslant i\leqslant r}
і подібним чином
{\displaystyle |\sigma _{i}(\alpha )|^{2}=|X_{i}^{2}+X_{i+s}^{2}|\geqslant A^{-1}\rho _{i}\ \ \ r<i\leqslant r+s}.
Зважаючи на ці обмеження {\displaystyle 0\leqslant \log \rho _{i}-\log |\sigma _{i}(\alpha )|\leqslant \log A,\ 1\leqslant i\leqslant r}і {\displaystyle 0\leqslant \log \rho _{i}-2\log |\sigma _{i}(\alpha )|\leqslant \log A,\ r<i\leqslant r+s}. І зокрема {\displaystyle \sum _{i=1}^{r+s}\lambda _{i}\log \rho _{i}-f(\alpha )\leqslant (\log A)\sum |\lambda _{i}|}. 
Назвемо {\displaystyle \alpha _{l},\alpha _{2}\in {\mathcal {O}}_{K}} еквівалентними якщо {\displaystyle \alpha _{l}/\alpha _{2}} є елементом {\displaystyle {\mathcal {O}}_{K}^{*}}. Елементи у класі еквівалентності породжують певний головний ідеал і з точністю до знаку їхня норма є нормою цього головного ідеалу. Тож існує лише скінченна кількість класів еквівалентності норми яких є обмеженими {\displaystyle A}. Нехай {\displaystyle \beta _{1},\ldots ,\beta _{n}} — представники цих класів. Введений вище елемент {\displaystyle \alpha } лежить в одному з таких класів, тож {\displaystyle \nu =\alpha /\beta _{i}}, є оборотним елементом для деякого i. 
Але {\displaystyle f(\nu )=f(\alpha )-f(\beta _{i})} і це відрізняється від {\displaystyle \sum _{i=1}^{r+s}\lambda _{i}\log \rho _{i}} щонайбільше на {\displaystyle B=|f(\beta _{i})|+(\log A)\sum |\lambda _{i}|}, що не залежить від чисел {\displaystyle \rho }. Можна обрати {\displaystyle \rho } так щоб на додачу до попередніх умов також {\displaystyle |\sum _{i=1}^{r+s}\lambda _{i}\log \rho _{i}|>B}. Тоді {\displaystyle f(\nu )\neq 0.}